# Sabine Azéma
Sabine Florence Azéma (Parigi, 20 settembre 1949) è un'attrice francese.

## Biografia
Dopo aver studiato con Antoine Vitez, divenne nota al grande pubblico nel 1983, quando fu lanciata nel mondo della celluloide da Alain Resnais. 
È una fra le più quotate interpreti cinematografiche del suo paese.
Nel corso della sua vita, l'attrice francese mantenne una costante amicizia con il connazionale Robert Doisneau, celebre fotografo, il quale la immortalò nei suoi scatti in numerose occasioni.

## Filmografia parziale

### Cinema
- Infedelmente tua (On aura tout vu), regia di Georges Lautner (1976)
- Le Chasseur de chez Maxim's, regia di Claude Vital (1976)
- La merlettaia (La Dentellière), regia di Claude Goretta (1977)
- On n'est pas des anges... elles non plus, regia di Michel Lang (1981)
- La vita è un romanzo (La vie est un roman), regia di Alain Resnais (1983)
- Una domenica in campagna (Une dimanche à la campagne), regia di Bertrand Tavernier (1984)
- L'amour à mort, regia di Alain Resnais (1984)
- Zone rouge, regia di Robert Enrico (1986)
- Mélo, regia di Alain Resnais (1986)
- La puritana (La Puritaine), regia di Jacques Doillon (1986)
- Cinque giorni a giugno (Cinq jours en juin), regia di Michel Legrand (1989)
- La vita e niente altro (La vie et rien d'autre), regia di Bertrand Tavernier (1989)
- Vanille fraise, regia di Gérard Oury (1989)
- Rossini! Rossini!, regia di Mario Monicelli (1990)
- Smoking/No Smoking, regia di Alain Resnais (1993)
- La felicità è dietro l'angolo (Le bonheur est dans le pré), regia di Étienne Chatiliez (1995)
- Cento e una notte (Les cent et une nuits de Simon Cinéma), regia di Agnès Varda (1995)
- Parole, parole, parole... (On connaît la chanson), regia di Alain Resnais (1997)
- Pranzo di Natale (La Bûche), regia di Danièle Thompson (1999)
- La Chambre des officiers, regia di François Dupeyron (2001)
- Tanguy, regia di Étienne Chatiliez (2001)
- Mai sulla bocca (Pas sur la bouche), regia di Alain Resnais (2003)
- Il mistero della camera gialla (Le mystère de la chambre jaune), regia di Bruno Podalydès (2003)
- Le parfum de la dame en noir, regia di Bruno Podalydès (2005)
- Incontri d'amore (Peindre ou faire l'amour), regia di Arnaud e Jean-Marie Larrieu (2005)
- Cuori (Coeurs), regia di Alain Resnais (2006)
- Le Voyage aux Pyrénées, regia di Arnaud e Jean-Marie Larrieu (2008)
- Gli amori folli (Les herbes folles), regia di Alain Resnais (2009)
- Les Derniers Jours du monde, regia di Arnaud e Jean-Marie Larrieu (2009)
- La Fille du puisatier, regia di Daniel Auteuil (2011)
- Vous n'avez encore rien vu, regia di Alain Resnais (2012)
- Aimer, boire et chanter, regia di Alain Resnais (2014)
- Cosmos, regia di Andrzej Żuławski (2016)
- Dr. Knock (Knock), regia di Lorraine Lévy (2017)
- Una poliziotta fuori di testa (Raid Dingue), regia di Dany Boon (2017)
- Chouquette, regia di Patrick Godeau (2017)
- Dr. Knock, regia di Lorraine Lévy (2017)
- Tanguy, le retour, regia di Étienne Chatiliez (2019)
- La sostituta, regia di Aurélia Georges  (2021)
- Wahou !, regia di Bruno Podalydès (2023)
- N'avoue jamais, regia di Ivan Calbérac (2024)

### Televisione
- L'inafferrabile Rainer (L'étrange monsieur Duvallier) – miniserie TV (1979)

## Doppiatrici italiane
- Fabrizia Castagnoli in L'inafferrabile Rainer
- Roberta Paladini in Una domenica in campagna, Cuori
- Vittoria Febbi in Rossini! Rossini!
- Roberta Pellini in Smoking/No Smoking
- Veronica Pivetti in Pranzo di Natale
- Ludovica Modugno in Tanguy
- Aurora Cancian in Incontri d'amore
- Alessandra Korompay in Gli amori folli, Dr. Knock

## Riconoscimenti
- 1984 – Candidatura Premio César per la migliore attrice non protagonista per La vita è un romanzo
- 1984 – National Board of Review Award alla miglior attrice non protagonista, per  Una domenica in campagna
- 1985 – Premio César per la migliore attrice per Una domenica in campagna
- 1987 – Premio César per la migliore attrice per Mélo
- 1989 – Candidatura European Film Awards per la miglior attrice per La vita e niente altro
- 1990 – Candidatura Premio César per la migliore attrice per La vita e niente altro
- 1994 – Candidatura Premio César per la migliore attrice per Smoking/No Smoking
- 1996 – Candidatura Premio César per la migliore attrice per La felicità è dietro l'angolo
- 1998 – Candidatura Premio César per la migliore attrice per Parole, parole, parole...